# The Kop

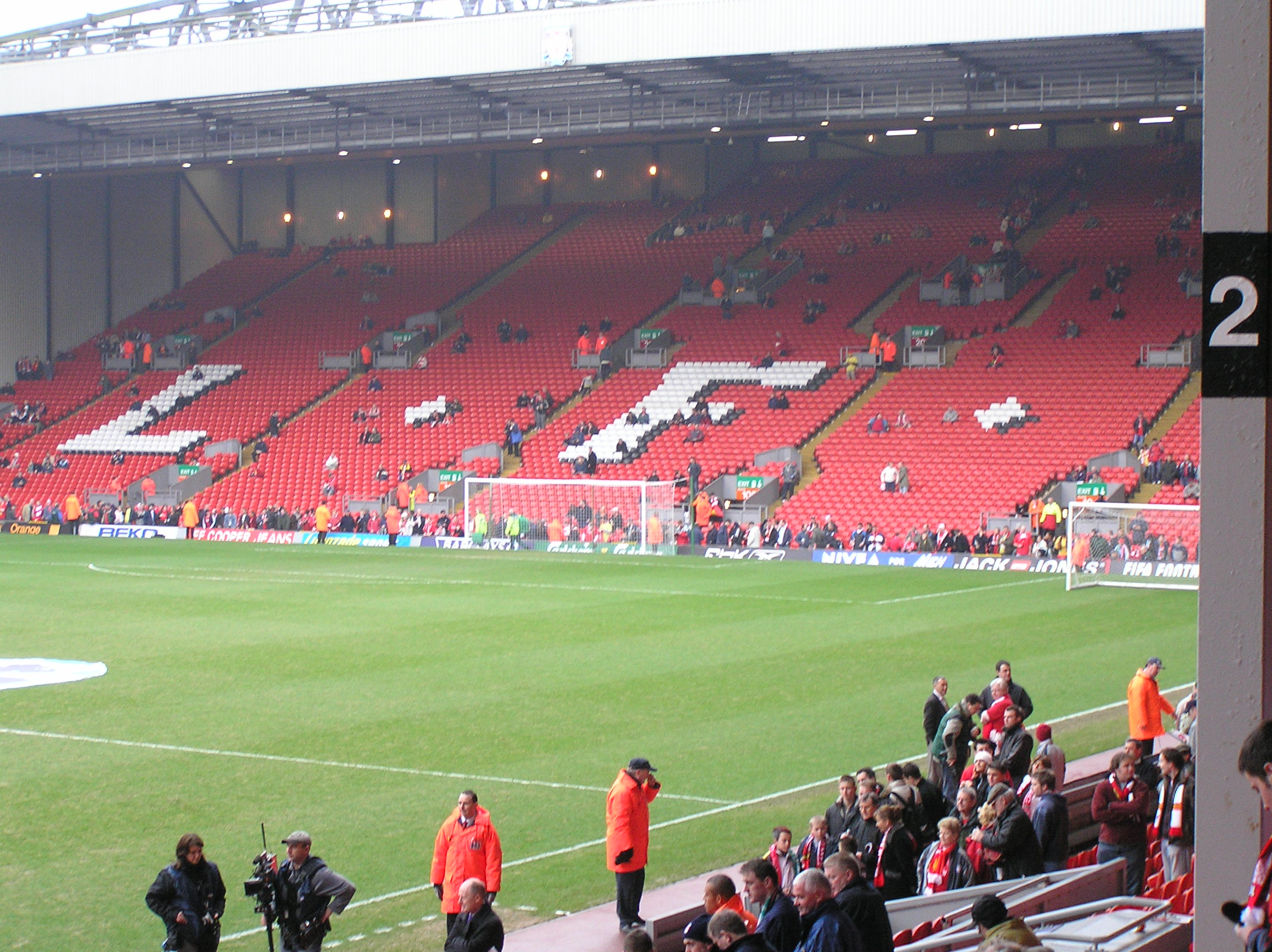
The Kop im Stadion an der Anfield Road

„The Kop“ ist die Bezeichnung für die Stehplatztribüne in einigen englischen Fußballstadien, benannt nach dem südafrikanischen Berg Spion Kop, an dem im Burenkrieg viele britische Soldaten, insbesondere aus Liverpool, bei der Schlacht von Spion Kop den Tod fanden.
Für gewöhnlich bezieht sich „The Kop“ jedoch auf die Tribüne, die sich hinter dem südwestlichen Tor an der Anfield Road, dem Heimstadion des FC Liverpool (LFC), befand. „The Kop“, immer noch der offizielle Name der Tribüne, ist die Heimstätte der treuesten Fans der „Reds“ und liegt direkt an der Walton Breck Road. Bis heute wird der abgeleitete Name „Kopites“ für die Besucher dieser Tribüne, aber auch als Synonym für alle Anhänger des LFC verwendet.
Weltweit bekannt wurde sie 1964 durch eine Sendung der BBC, bei der Aufnahmen von Liverpooler Fans gezeigt wurden, die die Meisterschaft lautstark mit Beatles-Songs und der Hymne You’ll Never Walk Alone feierten. 

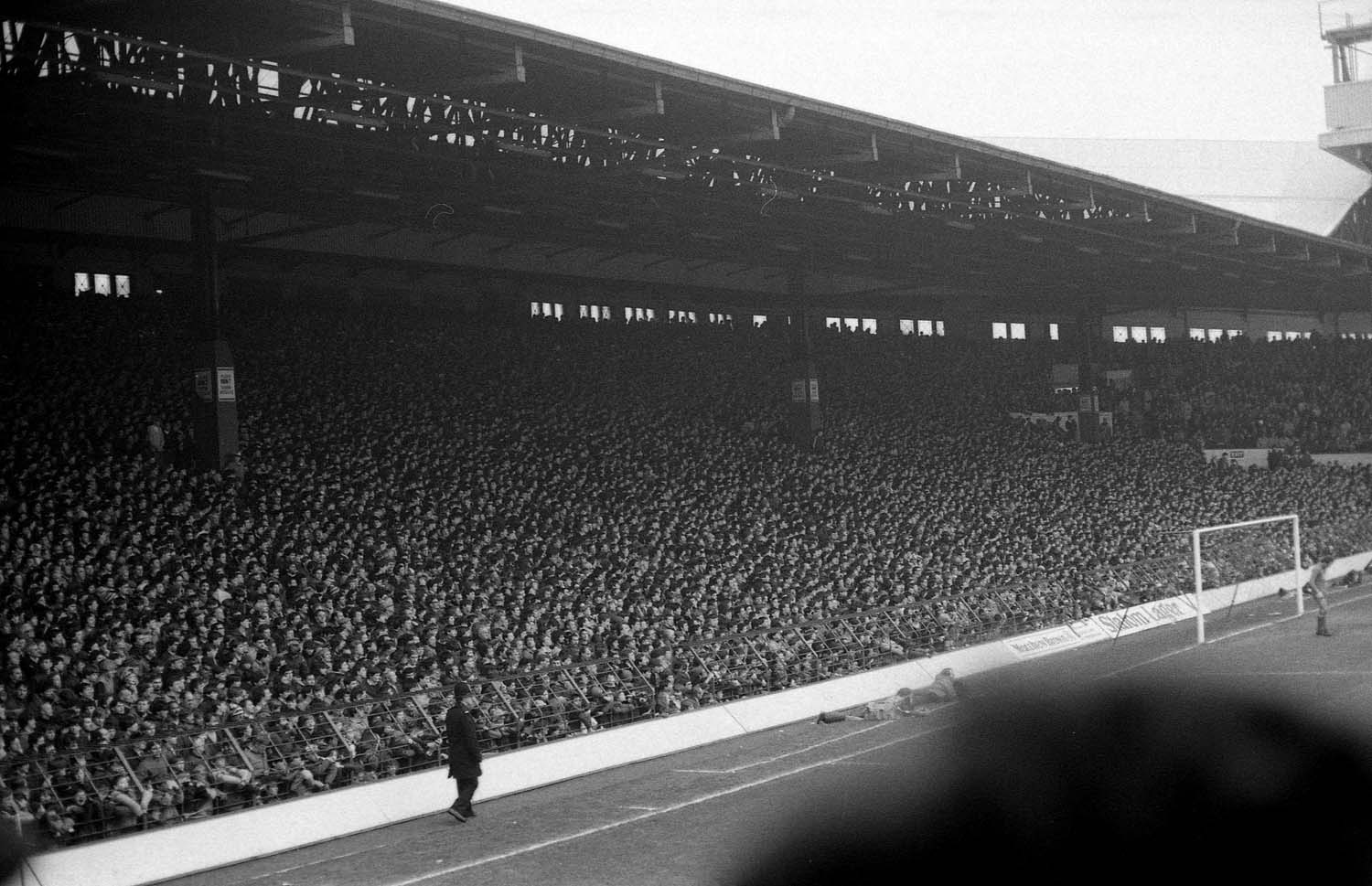
Ein voller Anfield Kop 1983, vor dem Umbau zur reinen Sitzplatz-Tribüne

In der Spielzeit 1967/68 schlug in der Kop die Geburtsstunde des klassischen Fangesangs. Zuvor war es üblich, vor und nach den Spielen, nicht aber während der 90 Minuten, zu singen. In einer nebligen Partie war es für die Zuschauer in der Kop hinter dem Liverpooler Tor nicht möglich, das gegnerische Tor zu sehen. Als nach einem Angriff der Heimmannschaft diese in die eigene Hälfte zurückkehrte und der gegnerische Stürmer den Ball in den Anstoßkreis legte, schien offensichtlich ein Tor für Liverpool gefallen zu sein; jedoch wurden sämtliche Details im Nebel verschluckt. Der Kop begann zu skandieren: „Who scored the goal, who scored the goal?“ Von der Gegenseite kam auf die gleiche Art und Weise die Antwort, dass Tony Hateley der Torschütze sei. Die ersten, wenn auch einfachen, Fangesänge waren geboren.
1994 wurde – auch um den Empfehlungen des Taylor Report Rechnung zu tragen – „The Kop“ abgerissen und durch eine Sitzplatz-Tribüne mit 12.390 Plätzen ersetzt. Sie beherbergt heute unter anderem die Hauptticketingstelle sowie einen großen Fanshop, dessen Eingang eine Statue der Liverpooler Trainer-Legende Bill Shankly ziert. Bis dahin war „The Kop“ mit 30.000 Plätzen die größte Stehplatz-Tribüne Europas. Unter den Tribünen in Europa erreicht heute nur die Südtribüne im Dortmunder Signal Iduna Park eine Kapazität solchen Ausmaßes. Das damalige Fassungsvermögen, das allein etwa dem heutigen Millerntor-Stadion entsprach, unterstreicht die Einmaligkeit der Stimmung, die von dieser Tribüne ausging. 